# Близнаци (филм)
„Близнаци“ (на английски: Twins) е американска комедия от 1988 г., продуцирана и режисирана от Айвън Райтман за малко вероятните близнаци (изиграни от Арнолд Шварценегер и Дани Де Вито), които са били разделени при раждането. Ядрото на филма е контрастът между уличния персонаж на Де Вито и характера на Шварценегер, който е много интелигентен, но невинен и социално неопитен.

## Сюжет
Внимание:  Текстът по-долу разкрива сюжета на произведението (или части от него)!
Преди време в САЩ е бил проведен експеримент за отглеждане на идеалното дете. Шест от най-известните спортисти и учени са събрани и въз основа на ДНК, взета от тяхната сперма, е зачената тестова жена на име Мери Ан Бенедикт. Въпреки това, за изненада на експериментаторите, ембрионът се разделя и Мери Ан ражда близнаците Джулиъс и Винсент. На Мери Ан е казано, че Джулиъс е починал при раждането, а Винсент просто е игнориран.
Целият най-добър генетичен материал отива при Джулиъс. Момчето е изпратено на малък остров в южната част на Тихия океан, където под ръководството на професор Вернер, Джулиъс израства в красив, необичайно силен и интелигентен мъж. Винсент получава истинска генетична „шлака“. Оказал се в монашеско сиропиталище в Лос Анджелис, Винсент израства като мързелив, глупав и безразборен тийнейджър и до 35-годишна възраст се превръща в нисък, плешив мошеник, който се „специализира“ в кражбата и препродажбата на коли.
Близнаците не знаят за съществуването на другия. На 35-ия рожден ден на Джулиъс, професор Вернер му разказва за Винсент, и Джулиъс решава да намери брат си независимо от всичко. Разбирайки, че ще бъде много трудно за наивния и мил Джулиъс, който никога не е живял в „големия свят“, професорът се опитва да го разубеди да напусне острова, но Джулиъс е решен и тръгва на дълго пътуване. Пристигайки в Лос Анджелис, Джулиъс открива Винсент в затвора, където е попаднал заради неплатени глоби за паркиране и шофиране на кола с изтекла книжка.
Джулиъс плаща гаранцията на Винсент и му разказва историята на тяхното раждане, но циничният Винсент не вярва на брат си и го оставя на паркинга. Джулиъс следва Винсент до офиса му, където се притичва на помощ на брат си. Оказва се, че Винсент дължи 20 000 долара на братята лихвари Клайн и за това братята решават да накажат добре Винсент. Но големият Джулиъс се надига в негова защита и набитите от Джулиъс лихвари едва успяват да се измъкнат. Винсент решава да се сприятели с Джулиъс и запознава брат си с приятелката си Линда и нейната сестра Марни. Очарован от красотата на Марни, Джулиъс веднага се влюбва в нея.
С помощта на нищо неподозиращия Джулиъс, Винсент открадва луксозен кадилак и открива чисто нов прототип на самолетен двигател в багажника, който трябва да бъде доставен на индустриалеца от Хюстън – Битрут Маккинли в замяна на 5 милиона долара. Винсент решава да се представи за куриера, някой си г-н Уебстър, и сам да достави двигателя до Хюстън. Винсент неохотно се съгласява Джулиъс, Линда и Марни да го придружат до Ню Мексико, а истинският куриер г-н Уебстър, който е много опасен бандит, ги следва. По време на преследването Уебстър случайно се сблъсква с братята Клайн и без колебание ги прострелва в краката като предупреждение да стоят далеч от Винсент.
В Ню Мексико близнаците откриват един от участниците в експеримента на д-р Травен, който им разказва подробностите около раждането им и обяснява, че Джулиъс е получил най-добрите гени, а Винсент – най-лошите. Първоначално Тревен не желае да каже на братята къде е майка им, но след заплахите на Джулиъс докторът дава местонахождението на Мери Ан Бенедикт. Тя живее в Санта Фе в свободно селище на художници и Джулиъс успява да накара Винсент да отиде там. При срещата Мери Ан не признава Джулиъс и Винсент за свои синове, тъй като все още е убедена, че единственото ѝ дете е починало при раждането. Разочарованите братя напускат приюта и Винсент, оставяйки брат си и момичетата точно на пътя, тръгва за Хюстън, за да достави двигателя на г-н Маккинли. На мястото за предаване Винсент е пресрещнат от Уебстър, който вече е готов да убие нещастния крадец, но Джулиъс, благодарение на телепатична връзка с брат си, намира това място и спасява брат си от сигурна смърт в последния момент.
По настояване на Джулиъс братята връщат откраднатия авиационен двигател и получават бонус от 50 000 долара. Връщат и парите, които Маккинли е щял да плати за двигателя, но в процеса хитрият Винсент задържа цял милион долара. Благородната постъпка на братята Бенедикт е широко отразена в пресата и така Мери Ан научава, че синовете ѝ са живи. Тя посещава д-р Травен и го удря в лицето с всичка сила заради измамата му. След това Мери Ан отива при братята, а семейството на Бенедикт най-накрая се събира отново. Известно време по-късно Джулиъс и Винсент се женят за Марни и Линда и от двата брака очаквано се раждат близнаци.

## Актьорски състав
| Актьор             | Роля |
| ------------------ | --- |
| Арнолд Шварценегер | Джулиъс Бенедикт – по-големият брат близнак на Винсент                                                                         |
| Дани Де Вито       | Винсент Бенедикт – по-малкият брат близнак на Джулиъс                                                                          |
| Кели Престън       | Марни Мейсън – приятелката на Джулиъс и сестрата на Линда                                                                      |
| Клоуи Уеб          | Линда Мейсън – приятелката на Винсент и сестрата на Марни                                                                      |
| Бони Бартлет       | Мери Ан Бенедикт – биологична майка на близнаците                                                                              |
| Хедър Греъм        | Мери Ан в младостта си (не е посочен в надписите)                                                                              |
| Дейвид Карузо      | Ел Греко – партньор на Винсент, който му помага да краде коли                                                                  |
| Маршал Бел         | г-н Уебстър – бандитът, който трябваше да управлява откраднатия двигател                                                       |
| Тони Джей          | професор Вернер – един от учените, участвали в експеримента за създаване на идеалното дете, който е отгледал Джулиъс на остров |
| Нехемия Персоф     | д-р Мичъл Травен – един от учените, участвали в експеримента за създаване на идеалното дете                                    |
| Хю О'Брайън        | Грейнджър – бивш спортист, един от шестимата бащи на близнаци                                                                  |
| Мори Чайкин        | Бърт Клайн – един от братята Клайн, които преследват Винсент                                                                   |
| Том Макклистър     | Боб Клайн – един от братята Клайн, които преследват Винсент                                                                    |
| Дейвид Ефрон       | Морис Клайн – един от братята Клайн, които преследват Винсент                                                                  |
| Свен-Оле Торсен    | Сам Клайн – братовчедът, повикан от братята Клайн, за да помогне за отстраняването на Джулиъс                                  |
| Гас Ретвиш         | Дейв Клайн – братовчедът, повикан от братята Клайн, за да помогне за свалянето на Джулиъс                                      |
| Трей Уилсън        | Битрут Маккинли – авиационен магнат от Хюстън                                                                                  |
| Ричард Портноу     | Тони |
| Робърт Харпър      | Гилбърт Ларсен |

## Снимачен процес
- Снимките се провеждат в Лос Анджелис, Ню Мексико и Орегон. Мостът, по който минава Винсент, е мост над дефилето Рио Гранде близо до Таос, Ню Мексико.
- Клинт Истууд посещава снимачната площадка точно в деня, когато се заснема сцената с пеещия в самолета Джулиъс и по-късно шеговито казва на Шварценегер: „Не знаех, че имаш такъв талант за пеене“.
- Арнолд Шварценегер винаги е искал да направи продължение, наречено „Тризнаците“ с Дани Де Вито и Еди Мърфи като третия отдавна изгубен брат. Де Вито предлага идеи за сценарий още през 2003 г., но по това време Шварценегер е губернатор на Калифорния и не може да играе във филми. През септември 2021 г. работата по продължението започва отново, а съставът на снимачния екип се променя – вместо пенсионирания Еди Мърфи, ролята на третия брат е предложена на Трейси Морган.
- Оригиналното заглавие на филма е „Експеримент“.
- Каскадата с вдигането на истинската кола е извършена от самия Шварценегер, без помощта на дубльори и без комбинирано заснемане.
- Във филма Джулиъс разкрива, че е живял и израснал на остров в южната част на Тихия океан, на 300 мили югозападно от островите Фиджи. Въпреки че островът, изобразен във филма, разбира се е фиктивен, наистина има малък остров, наречен Ceva-I-Ra (известен също като риф Конуей) на 350 мили югоизточно от островите Фиджи. Това е коралов риф, простиращ се на дължина от малко под 2 мили и с обща площ от около 2 хектара.
- Когато Джулиъс посещава старата къща на майка си и се среща с Грейнджър (един от шестимата му бащи), реалните деца на режисьора Райтман – Джейсън Райтман и Катрин Райтман – играят внуците на Грейнджър.
- За снимките на филма Арнолд Шварценегер боядисва косата си, ставайки рус. В реалния живот Шварценегер тогава има тъмнокафява коса.
- В интервю за Академията на американската телевизия Дани Де Вито каза, че когато му предложили да участва във филма, той веднага попитал кой ще играе втория близнак. След като научил, че ще бъде Арнолд Шварценегер, Де Вито каза: „Австрийския културист? Подписвам договор! Все пак никой няма да повярва, че съм брат близнак на Арнолд Шварценегер!“
- Песента, която Джулиъс пее силно в самолета, е „Yakety Yak“ на The Coasters. През 1957 г. тази песен е хит и за кратко достига номер едно в Billboard Hot 100.
- В началото на филма на публиката са показани новородените Джулиъс и Винсент. По време на снимките на този епизод две бебета „изиграват“ Джулиъс и три бебета „изиграват“ Винсент.
- Във филма е трябвало да има любовна сцена между Джулиъс и Марни, но Шварценегер изглеждал толкова несигурен в нея, че режисьорът Райтман я премахва във финалната версия на филма.
- Известният актьор Кари-Хироюки Тагава има малка роля в този филм като майстор на бойни изкуства, който тренира Джулиъс на острова.
- Филмът има търговски успех на обща стойност 216 милиона долара в световен мащаб.[3] Вместо да вземат обичайните си хонорари за филма, Шварценегер и Де Вито се разбират със студиото да вземат 20% от печалбите на филмовите каси; така те получават най-големите хонорари във филмовата си кариерата.[4] Шварценегер спечелва 35 милиона долара.

## Български дублажи
| Озвучаващи артисти  | Йорданка Илова Даниела Йорданова Любомир Младенов Веселин Ранков Александър Митрев Стефан Димитриев |
| Преводач            | Даниела Славчева                                                                                    |
| Тонрежисьор         | Галина Наумова                                                                                      |
| Режисьор на дублажа | Красимир Куцупаров                                                                                  |

| Преводач            | Константин Николов                                                                |
| Озвучаващи артисти  | Елена Русалиева Татяна Захова Ивайло Велчев Станислав Димитров Александър Воронов |
| Режисьор на дублажа | Яна Янева                                                                         |
| Тонрежисьор         | Михаил Михайлов                                                                   |

| Озвучаващи артисти  | Биляна Петринска Елисавета Господинова Иван Танев Калин Сърменов Момчил Степанов |
| Преводач            | Гергана Дойнова                                                                  |
| Тонрежисьор         | Емил Енев                                                                        |
| Режисьор на дублажа | Милена Манчева                                                                   |